# Аншу Малік
Аншу Малік (англ. Anshu Malik; нар. 5 серпня 2001) — індійська борчиня вільного стилю, срібна призерка чемпіонату світу, чемпіонка, срібна та бронзова призерка чемпіонатів Азії, срібна призерка Ігор Співдружності, срібна призерка Кубку світу, учасниця Олімпійських ігор.

## Життєпис
Багаторазова призерка чемпіонатів світу та Азії у молодших вікових групах. У тому числі ставала чемпіонкою світу та Азії серед кадетів та чемпіонкою Азії серед юніорів.
У 2021 році на олімпійському кваліфікаційному турнірі в Алмати посіла друге місце, здобувши ліцензію на літні Олімпійські ігри в Токіо. На Олімпіаді Малік програла перший поєдинок з рахунком 2:8 у представниці Білорусі Ірині Курочкіній. Оскільки білоруська спортсменка пройшла до фіналу, Аншу Малік змогла взяти учать у втішних сутичках за бронзову нагороду. У першому втішному двобої поступилася з рахунком 1:5 представниці Олімпійського комітету Росії Валерії Кобловій та вибула з турніру, посівши у підсумку дев'яте місце.
У 2022 році за спортивні досягнення була нагороджена премією «Арджуна».

## Спортивні результати на міжнародних змаганнях

### Виступи на Олімпіадах
| Змагання                    | Збірна | Вагова категорія          | Місце |
| --------------------------- | ------ | ------------------------- | ----- |
| Літні Олімпійські ігри 2020 | Індія  | жіноча боротьба, до 57 кг | 9     |

### Виступи на Чемпіонатах світу
| Змагання                        | Збірна | Вагова категорія          | Місце  |
| ------------------------------- | ------ | ------------------------- | ------ |
| Чемпіонат світу з боротьби 2021 | Індія  | жіноча боротьба, до 57 кг | Срібло |

### Виступи на Чемпіонатах Азії
| Змагання                       | Збірна | Вагова категорія          | Місце  |
| ------------------------------ | ------ | ------------------------- | ------ |
| Чемпіонат Азії з боротьби 2020 | Індія  | жіноча боротьба, до 57 кг | Бронза |
| Чемпіонат Азії з боротьби 2021 | Індія  | жіноча боротьба, до 57 кг | Золото |
| Чемпіонат Азії з боротьби 2022 | Індія  | жіноча боротьба, до 57 кг | Срібло |

### Виступи на Кубках світу
| Змагання                    | Збірна | Вагова категорія          | Місце  |
| --------------------------- | ------ | ------------------------- | ------ |
| Кубок світу з боротьби 2020 | Індія  | жіноча боротьба, до 57 кг | Срібло |

### Виступи на Іграх Співдружності
| Змагання                | Збірна | Вагова категорія          | Місце  |
| ----------------------- | ------ | ------------------------- | ------ |
| Ігри Співдружності 2022 | Індія  | жіноча боротьба, до 57 кг | Срібло |

### Виступи на інших змаганнях
| Змагання                                                     | Збірна | Вагова категорія          | Місце  |
| ------------------------------------------------------------ | ------ | ------------------------- | ------ |
| Меморіал Маттео Пелліконе 2020                               | Індія  | жіноча боротьба, до 57 кг | Срібло |
| Меморіал Маттео Пелліконе 2021                               | Індія  | жіноча боротьба, до 57 кг | 5      |
| Олімпійський кваліфікаційний турнір з боротьби 2020 (Алмати) | Індія  | жіноча боротьба, до 57 кг | Срібло |

### Виступи на змаганнях молодших вікових груп
| Змагання                                      | Збірна | Вагова категорія          | Місце  |
| --------------------------------------------- | ------ | ------------------------- | ------ |
| Чемпіонат Азії з боротьби серед кадетів 2016  | Індія  | жіноча боротьба, до 60 кг | Срібло |
| Чемпіонат світу з боротьби серед кадетів 2016 | Індія  | жіноча боротьба, до 60 кг | Бронза |
| Чемпіонат Азії з боротьби серед кадетів 2017  | Індія  | жіноча боротьба, до 60 кг | Бронза |
| Чемпіонат світу з боротьби серед кадетів 2017 | Індія  | жіноча боротьба, до 60 кг | Золото |
| Чемпіонат Азії з боротьби серед кадетів 2018  | Індія  | жіноча боротьба, до 61 кг | Золото |
| Чемпіонат світу з боротьби серед кадетів 2018 | Індія  | жіноча боротьба, до 61 кг | Бронза |
| Чемпіонат Азії з боротьби серед юніорів 2018  | Індія  | жіноча боротьба, до 62 кг | 5      |
| Чемпіонат світу з боротьби серед юніорів 2018 | Індія  | жіноча боротьба, до 59 кг | Бронза |
| Чемпіонат Азії з боротьби серед юніорів 2019  | Індія  | жіноча боротьба, до 59 кг | Золото |
| Чемпіонат світу з боротьби серед юніорів 2019 | Індія  | жіноча боротьба, до 59 кг | 5      |